# Valoctocogén roxaparvovec
Valoctocogén roxaparvovec es un medicamento indicado en el tratamiento de la hemofilia A grave. Es una terapia génica en la que se administra el virus AAV5 (virus adenoasociado de serotipo 5) modificado para que contenga el gen que codifica el factor VIII de la coagulación, disminuyendo de esta forma las hemorragias que se producen en los pacientes. Se administra a dosis única por vía intravenosa mediante goteo.
 Su uso fue aprobado por la Agencia Europea de Medicamentos en agosto de 2022 y por la Administración de Alimentos y Medicamentos de Estados Unidos (FDA) en junio de 2023.

## Mecanismo de acción
El virus adenoasociado serotipo 5 (AAV5) no produce enfermedad en el humano y pertenece a la familia Parvoviridae. Se utiliza en las terapias génicas por su capacidad para transferir material genético a diversos tipos de células. El virus se manipula para incorporarle el gen del factor VIII de la coagulación y se administra al paciente. Cuando alcanza el hígado, el material genético se incorpora a las células hepáticas, lo que les permitirá producir el factor VIII durante un largo período tiempo.

## Reacciones adversas
Los efectos secundarios observados con más frecuencia son: elevación de los niveles de enzimas hepáticas (ALT, AST y LDH), náuseas y dolor de cabeza.